# Нефагина, Галина Львовна
Нефагина Галина Львовна (урождённая Лобацевич; род. 4 июля 1952, Пинск) — советский и белорусский филолог, литературовед и литературный критик. Специалист по русской прозе XX века. Доктор филологических наук (1999), профессор (2000). Член Международной ассоциации преподавателей русского языка и литературы (с 1983 года).

## Биография
Родилась 4 июля 1952 года в городе Пинске Брестской области Белорусской ССР. Окончив в 1969 году десять классов школы № 1, в следующем году поступила на филологический факультет Белорусского государственного университета, который окончила с отличием в 1975 году. Затем была учёба в аспирантуре при кафедре русской литературы БГУ (1975—1978), где в дальнейшем она работала сначала преподавателем русского языка и литературы, а затем доцентом. Преподавала в университете Ориенте Сантьяго-де-Куба (1982—1983), читала лекции в университетах Йены, Познани, Брно (1989—1991). С 1983 года член Международной ассоциации преподавателей русского языка и литературы.
В 1980 году в Московском государственном университете имени М. В. Ломоносова Галина Львовна защитила диссертацию на соискание учёной степени кандидата наук (тема «Русская советская повесть 60-х-70-х годов (Драматизация жанра)»), в 1999 году — докторскую диссертацию по теме «Динамика стилевых течений в русской прозе второй половины 1980 — начала 90-х годов». Автореферат диссертации был отмечен Экспертной комиссией как образцовый и опубликован в Бюллетене ВАК. С 2000 года Г. Л. Нефагина — профессор кафедры русской литературы БГУ.
С 2006 года Галина Львовна работает ординарным профессором и заведующей кафедрой русского литературоведения (с 2017 г. — кафедра русской филологии) Института неофилологии Поморской академии (Слупск, Польша). С этого времени она становится известна не только как крупный учёный-филолог, но и как общественный деятель и организатор международных мероприятий, способствующих сближению различных славянских культур. По её инициативе и при её непосредственном участии создан Центр русского языка и культуры, организован обмен польскими и белорусскими студентами между Поморской академией и Белорусским государственным университетом. На высоком научном уровне проведены организованные профессором Г. Нефагиной конференции «Восток — Запад: диалог культур» и Фестиваль русских писателей зарубежья «Вернуться в Россию стихами и прозой». Благодаря международной деятельности проф. Нефагиной развивается сотрудничество между Поморской академией и Казахским национальным педагогическим университетом имени Абая, создан Центр казахской культуры — первый в Польше.
Ещё одним направлением деятельности профессора Г. Л. Нефагиной является научно-издательская деятельность. Г. Л. Нефагина создала научный журнал «Polilog. Studia Neofilologiczne», главным редактором которого является с его основания в 2011 году. Она была членом редакционной коллегии журнала «Русский язык и литература» (Минск, 2000), на протяжений нескольких лет вела на Белорусском телевидении программу по русской литературе для абитуриентов. Входит в состав издательского совета серии W kregu problemów emigracji издательства MADO Toruń (Польша), является членом диссертационного совета в Балтийском федеральном университете имени И. Канта (Калининград, Россия). Является членом Сената Поморской академии, членом Международной комиссии по эмигрантологии (сначала при Польской академии наук, позже — при Международном славистическом комитете).
Награждена знаком «Отличник образования Республики Беларусь» (2003), специальной премией «Хрустальный глобус» Президента г. Слупска (Польша, 2010 г.), дипломом и медалью Мицкевича — Пушкина Капитулы Почетной награды польского общества «Polska-Wschód» (2014 г.), юбилейной медалью к 90-летию Казахского государственного педагогического университета (2019 г.).

## Научная деятельность
Научные интересы: русская литература переходных периодов (XIX—XX вв., XX—XXI вв.), посмодернизм, культура русской эмиграции. Также исследовала польскую и белорусскую литературы XX века.
На литературном поприще Г. Л. Нефагина дебютировала как поэт в 1967 году, когда в белорусской молодёжной газете «Знамя юности» были опубликованы её стихи. Регулярно публикуется с 1974 года. Автор более чем 15 книг, учебных пособий и более 200 научных публикаций. Учебное пособие «Русская проза второй половины 80-х — начала 90-х годов 20 века» (1996) было признано победителем в открытом конкурсе, который проводился Программой «Обновление гумманитарного образования в Беларуси». Это была первая научная работа в литературоведении, которая систематизировала стили и направления в русской литературе постперестроечного периода. Она стала научным бестселлером и получила признание среди литературоведов из России, Литвы, Польши, Чехии, Словакии, Великобритании, Германии, США. Книга была переиздана в Москве, а позднее переведена на китайский язык.
Работы Г. Л. Нефагиной получили высокую оценку славистов Гарвардского университета. Её имя в 2002 году было занесено в библиографический справочник «500 исследователей конца 20 века, который внесли значительный вклад в развитие своей области знаний» (500 great minds of the early 21-st century). Учебное «Пособие по русской литературе для поступающих в вузы» и «Тесты и тестовые задания» используются на подготовительных курсах в школах и гимназиях Беларуси.

### Избранные труды
- Нефагина Г. Л., Фёдоров Д. В. Нравственно-философские проблемы прозы 70–80-х годов. — Минск, 1989. — 80 с.
- Нефагина Г. Л., Гончарова-Грабовская С. Я. Современная драматургия (вторая половина 80-х — 1990-е годы): Учеб. пособие. — Минск: БГУ, 1994. — 76 с.
- Нефагина Г. Л. Динамика стилевых течений в русской прозе 1980-х — 1990-х годов. — Минск: БГУ, 1994. — 194 с.
- Нефагина Г. Л. Русская проза второй половины 80-х — начала 90-х годов XX века: Учеб. пособие для студентов филол. факультетов вузов. — Минск: Экономпресс, 1997. — 231 с. — ISBN 985-6082-31-5.
- Нефагина Г. Л. Пособие по русской литературе. — 3-е изд., доп. — Минск: Беларуская наука, 2001. — 247 с.
- Нефагина Г. Л. Экзамен по русской литературе. Тесты и тестовые задания: справочное пособие. — Минск: ТетраСистем, 2001. — 174 с. — ISBN 985-657-753-5.
- Нефагина Г. Л. Русская литература: Пособие для поступающих в вузы. — Минск: ТетраСистем, 2002. — 415 с.
- Нефагина Г. Л. Русская литература. — 2-е изд. — Минск: ТетраСистем, 2003. — 176 с.
- Нефагина Г. Л. Русская проза конца XX века: Учеб. пособие для вузов. — М.: Флинта: Наука, 2003. — 320 с. — ISBN 5-89349-452-0.
- Нефагина Г. Л., Капцев В. А., Дюкова Э. Ю. Крылатые слова из произведений русской литературы. — Минск, 2006. — 192 с.
- Нефагина Г. Л. Искусство борьбы с ложью: Стратегия жизни и творчества Ю. Дружникова. — Минск: Белпринт, 2006. — 288 с. — ISBN 985-459-076-3.
- Нефагина Г. Л., Капцев В.А. Характеристики персонажей русской литературы. — 2006. — 320 с. — ISBN 985-470-464-5.
- Нефагина Г. Л., Гончарова-Грабовская С. Я., Скоропанова И. С. Русская литература XX века (20–40-е годы). — Минск: БГУ, 2007. — 275 с.
- Нефагина Г. Л. Штрихи и пунктиры русской литературы XX века. — Минск: Белпринт, 2008. — 247 с. — ISBN 978-985-459-119-3.
- Нефагина Г. Л., Гончарова-Грабовская С. Я., Скоропанова И. С. Русская литература первой половины XX века. — Минск: ТетраСистем, 2009. — 400 с. — ISBN 978-985-470-828-7.
- Нефагина Г. Л. Параллели и пересечения: русская литература во времени и пространстве. — Минск: Четыре четверти, 2017. — 456 с. — ISBN 978-985-581-096-5.